# Växjö konserthus
Växjö konserthus  ligger centralt i Växjö nära Teatertorget och Växjö Teater.

## Historia
Redan i mitten av sextiotalet togs frågan upp om ett eventuellt konserthus i Växjö, men det skulle dröja ända fram till 1983 som idéerna på allvar började realiseras. Kommunstyrelsens arbetsutskott fick i uppgift att utreda möjligheterna till ett konserthus i staden och 1985 presenteras det första förslaget till en byggnad, ritad av professor Sten Samuelsson. Då man inte politiskt kunde enas om detta projekt läggs det ned 1986, men återupptas än en gång året därpå, nu med en ny ekonomisk finansieringsplan. Tillsammans med den lanseras en arkitekttävling som vinns av arkitekterna Henrik Jais-Nielsen, Mats White samt Ib och Henrik Wibroe.
Den 3 mars 1989 sätts första spaden i jorden och i början av september 1991 invigs det nya konserthuset.

## Lokalerna
Två konsertsalar och en samlingssal finns representerade i byggnaden.
Christina Nilssonsalen, Karl-Birger Blomdahlsalen och Konserthuskällaren, varav Christina Nilssonsalen är den största med ca 800 sittplatser.